# مثقب

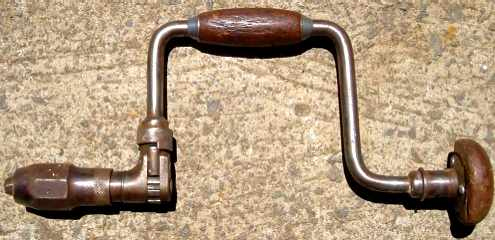
مثقب لفاف.

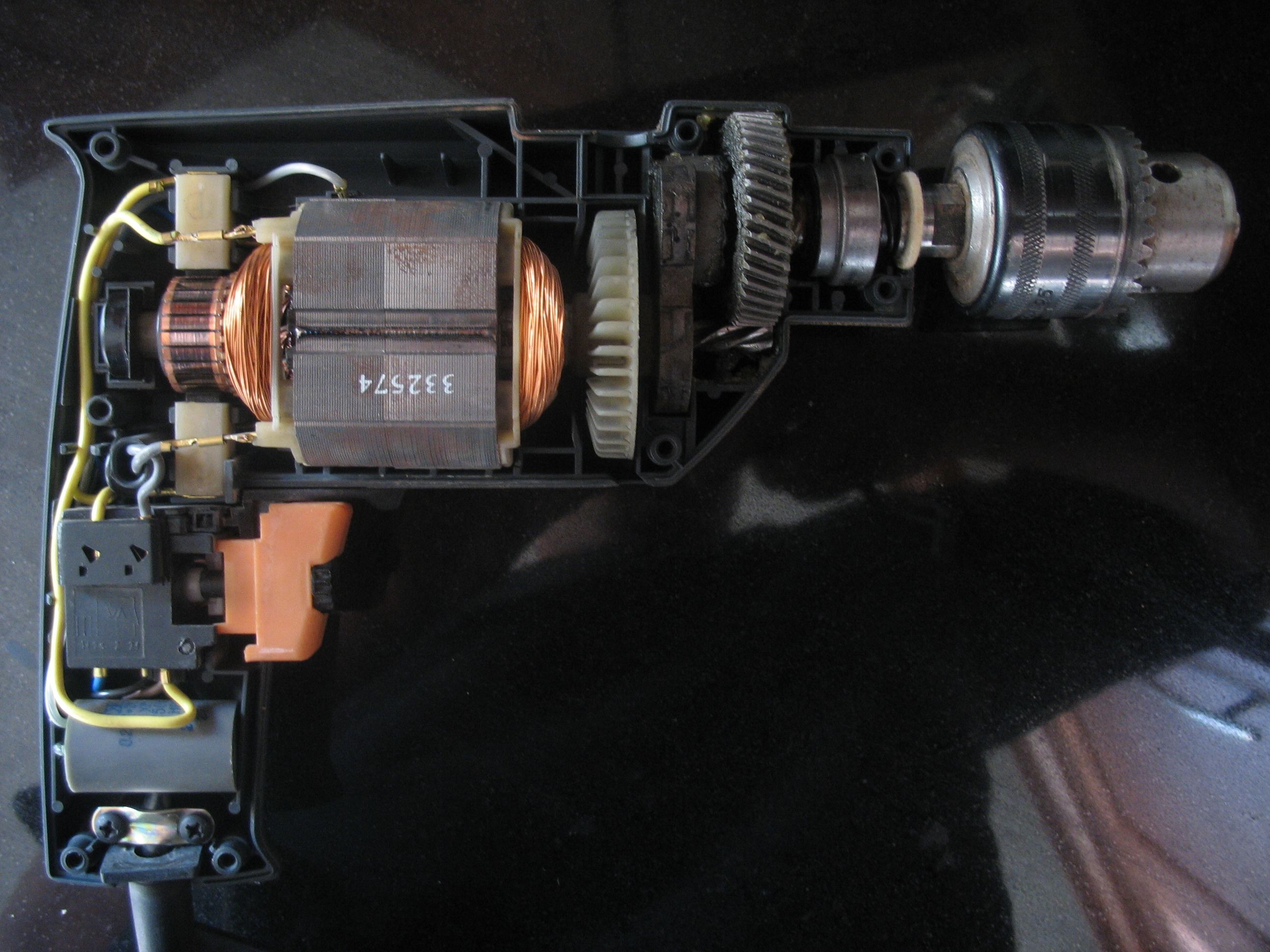
مثقاب كهربائي مفتوح.

المِثْقَب (الجمع: مَثَاقِب) أو المِثقاب (الجمع: مَثَاقِيب) هو آلة مزودة بلقمة للثقب، تستخدم في تكوين ثقوب وحُفر في المواد المختلفة. تستخدم المثاقب استخدامًا شائعًا في النجارة، وعمليات صنع الأدوات المعدنية، والإنشاءات، والأعمال اليدوية (افعلها بنفسك).
يستخد المثقب بربط ريشة الثقب بلقمة المثقب المتواجدة في رأس المثقب في المقدمة، ويُضغط على زر التشغيل . يقوم رأس لقمة الثقب بعملية الثقب في السطح الراد ثقبه، وذلك بقطع رقاقة من المادة (في حالة المثقب الالتوائي، ومثقاب الخشب)، أو بتجليخ جزيئات صغيرة (في حالة الثقب مع الزيت)، أو تكسير ونزع قطع من المشغولة (في حالة المثقب الرجّاج المستخدم في ثقب الخرسانة).